# Gravity Falls: La leggenda dei Gemuleti gnomi
Gravity Falls: la leggenda dei Gemuleti gnomi è un videogioco tratto dalla serie animata Gravity Falls, sviluppato da Ubisoft Osaka e pubblicato da Ubisoft per Nintendo 3DS il 20 ottobre 2015. Il gioco è un 2.5D a piattaforme a scorrimento laterale con elementi metroidvania in cui il giocatore controlla alternativamente sia Dipper che Mabel, e riprende le vicende e le dinamiche della serie animata in un contesto originale.

## Accoglienza
| Testata                         | Giudizio |
| ------------------------------- | -------- |
| Metacritic (media al 23-7-2020) | 46/100   |
| Nintendo Life                   | 4/10     |
| IGN Italia                      | 4.9/10   |

Sebbene il gioco sia stato elogiato per il comparto artistico, per lo stile grafico e per aver saputo trasportare fedelmente l'atmosfera del cartone (grazie anche al coinvolgimento diretto di Hirsch nel progetto), esso è stato stroncato a causa della brevità dell'avventura, per la sua ripetitività e per alcune pecche nei comandi di gioco.